# Oocyt
En oocyt, oöcyt, ovocyt, eller sjældent ocyt, er en kvindelig gametocyt eller kønscelle involveret i reproduktion. Den er en umoden ægcelle. En oocyt produceres i æggestokken under kvindelig gametogenese. De kvindelige kønsceller producerer en oprindelig kønscelle (primordial germ cell eller PGC), som derefter undergår mitose, og danner oogonium.  Under oogenese bliver the oogonia primære oocytter.

## Dannelse
Dannelsen af en oocyt kaldes oocytogenese, hvilket er en del af oogenese. Oogenese resulterer i dannelsen af både primære oocytter i løbet af den føtale periode og sekundære oocytter derefter som en del af ægløsning.
| Celletype      | ploidi/kromosomer | kromatider | Proces                                    | Fuldførelsestid                          |
| Oogonium       | diploid/46(2N)    | 2C         | Oocytogenese (mitose)                     | tredje trimester                         |
| primær oocyt   | diploid/46(2N)    | 4C         | Ootidogenese (meiose I) (follikulogenese) | Dictyotén i profase I i op til 50 år     |
| sekundær oocyt | haploid/23(1N)    | 2C         | Ootidogenese (meiose II)                  | Stoppes i metafase II indtil befrugtning |
| Ootid          | haploid/23(1N)    | 1C         | Ootidogenese (meiose II)                  | Minutter efter befrugtning               |
| Ovum           | haploid/23(1N)    | 1C         |                                           |                                          |

## Fodnoter
1. ↑  answers.com